# Партизанское (Симферопольский район)
Партиза́нское (до 1945 года Саблы́, Сабла́; укр. Партизанське, крымскотат. Sabla, Сабла) — село в Симферопольском районе Крыма (согласно административно-территориальному делению Украины входит в состав Перовского сельского совета Автономной Республики Крым, согласно административно-территориальному делению РФ — в Перовском сельском поселении Республики Крым).

## Современное состояние
В селе 16 улиц и 4 переулка, площадь, занимаемая селом, по данным сельсовета на 2009 год, 242,5 гектаров, на которой в 610 дворах числилось 1959 жителей. В селе действуют муниципальное бюджетное общеобразовательное учреждение
«Партизанская школа», амбулатория, церковь Покрова Пресвятой Богородицы.

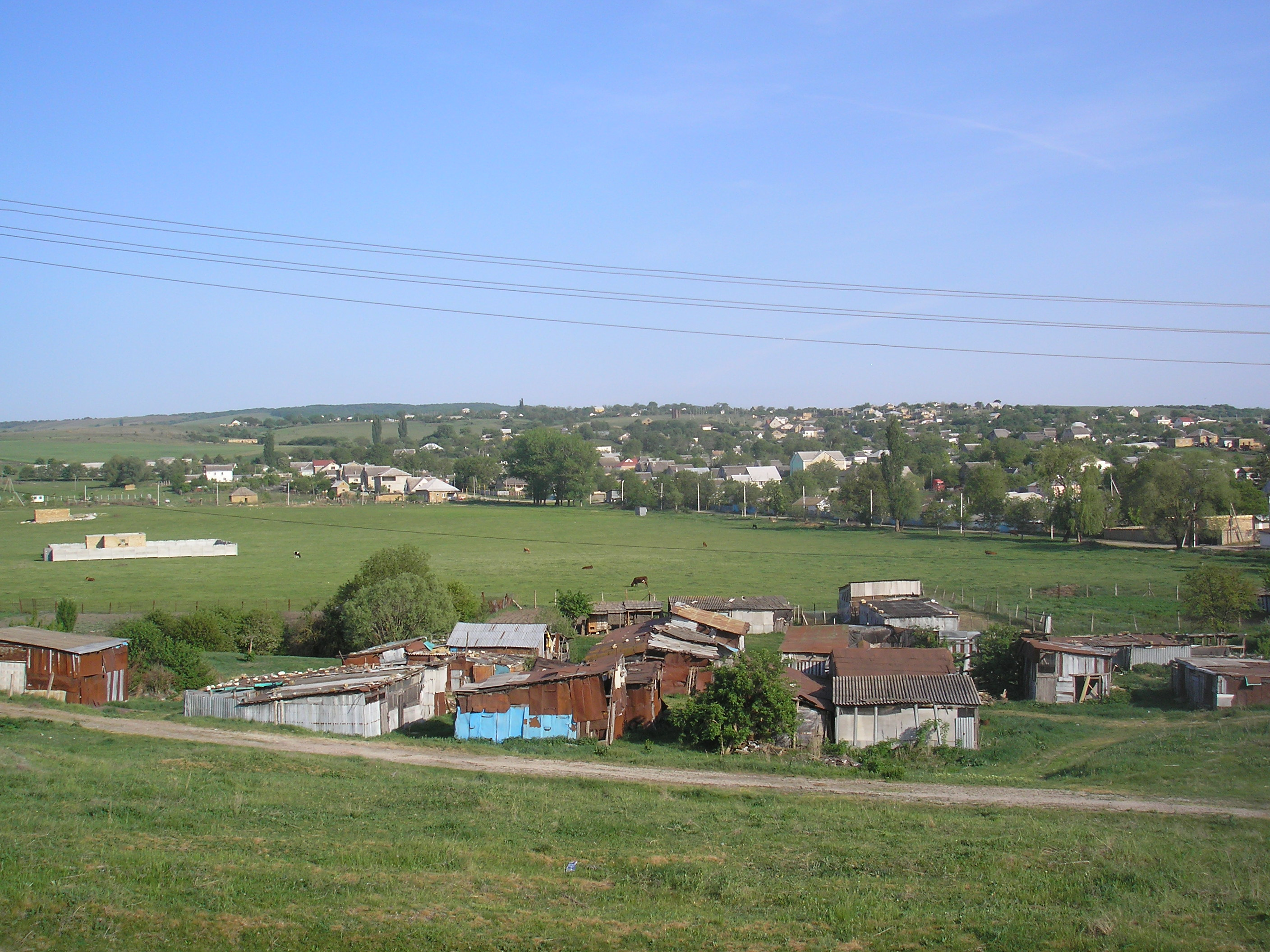

## География
Партизанское расположено на юге района, в первом продольном понижении Внутренней гряды Крымских гор, на речке Саблынка, правом притоке реки Альмы, высота над уровнем моря — 362 м. Расстояние до Симферополя примерно 22 километра (по шоссе), соседние сёла — Каштановое менее 200 м к юго-западу и Топольное в 800 м на северо-восток. На территории села (северо-восток) по на правлению к Кашатновому справа расположен интересный объект песчанико-песочный останец возраста верхнего Альба с хорошо отделившимся «каменным грибом». А с левой стороны дороги в понижении под церковной скалой находится древний палеовулкан Аю-Дагского типа. Кроме этого под строящейся церковью в отвесных скальных обнажениях можно увидеть лавы-пиллоу (форма подушки). Транспортное сообщение осуществляется по региональной автодороге 35Н-062 от шоссе Симферополь — Севастополь до Каштанового (по украинской классификации С-0-10224).

## История
Русское название Саблы историки считают производным от родового имени прежних владельцев — мурз Собланских, эмигрировавших в Турцию после присоединения Крыма к России. Первое документальное упоминание села встречается в Камеральном Описании Крыма… 1784 года, судя по которому, в последний период Крымского ханства Орта Собла входил в Салгирский кадылык Бакче-сарайского каймаканства. После присоединения Крыма к России (8) 19 апреля 1783 года, (8) 19 февраля 1784 года, именным указом Екатерины II сенату, на территории бывшего Крымского Ханства была образована Таврическая область и деревня была приписана к Симферопольскому уезду. В 1787 году деревню (вместе с Юхары-Саблы и Ашага-Саблы) с «58 дворами и 310 душами обоего пола и 3500 десятинами земли» в трёх вместе, были пожалованы Новороссийским генерал-губернатором Потемкиным адмиралу Мордвинову и капитану I ранга Плещееву. После Павловских реформ, с 1796 по 1802 год, входила в Акмечетский уезд Новороссийской губернии. По новому административному делению, после создания 8 (20) октября 1802 года Таврической губернии, Орта-Сабла был включён в состав Эскиординскои волости Симферопольского уезда. Столкнувшись с непониманием местными татарами российских норм собственности, которые «…самовластно овладели и пользуются моими землями, рубят и продают мои леса и, изгнав приказчика моего, сами всем распоряжаются», в 1802 году Мордвинов продаёт имение, вместе с деревней, будущему таврическому гражданскому губернатору Андрею Михайловичу Бороздину, который переселил в деревню 90 семей (549 человек) своих крепостных из Чигиринского уезда Киевской губернии и вынудив местных татар покинуть свои земли.

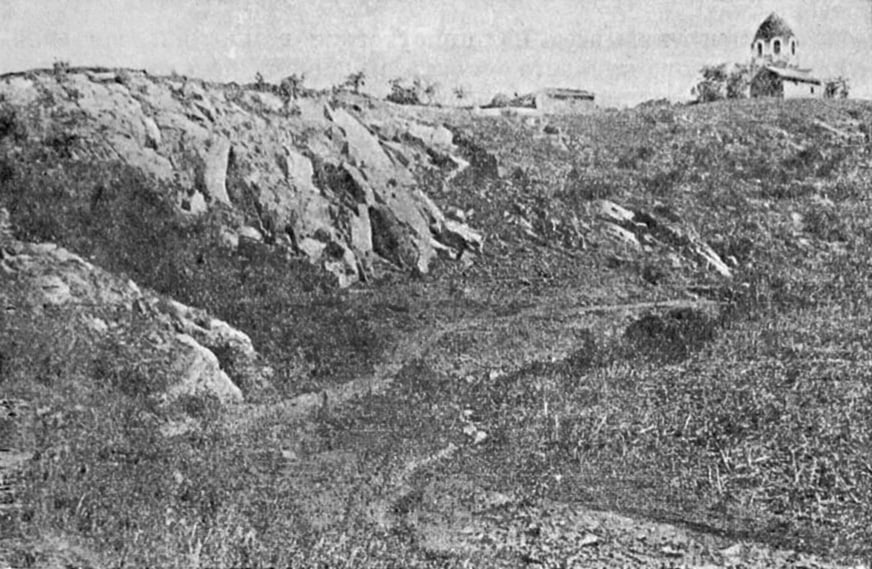
Церковь Покрова Божией матери, 1920 год.

По Ведомости о всех селениях в Симферопольском уезде состоящих с показанием в которой волости сколько числом дворов и душ… от 9 октября 1805 года, в деревне Саблы Средние числилось 16 дворов и 79 жителей — крымских татарина. На военно-топографической карте генерал-майора Мухина 1817 года Орта собла обозначена без указания числа дворов. Вскоре Бороздин отказывает жителям деревни в аренде земли, фактически, выселяя их и завозит 549 человек своих крепостных из Киевской губернии. Видимо, административно деревня перестала существовать, поскольку в «Ведомости о казённых волостях Таврической губернии 1829 года», по результатам реформы волостного деления 1829 года, ни Орта-Саблы, ни Саблы Средние ни в одной из волостей не числятся. На карте 1836 года в деревне Орта Саблы Русские 40 дворов, как и на карте 1842 года.
В 1860-х годах, после земской реформы Александра II, деревню приписали к Мангушской волости. В «Списке населённых мест Таврической губернии по сведениям 1864 года», составленному по результатам VIII ревизии 1864 года, три деревни (Верхние, Средние и Нижние, или Ашага, Орта и Юхары) Саблы записаны в одной строке, как «владельческая» (то есть, находящаяся в частой собственности) русская деревня, с 106 дворами, 614 жителями при безъименном источнике и фонтане. На трёхверстовой карте 1865—1876 года в Орта-Саблы обозначен 81 двор. В 1875 году в селе была освящена церковь Покрова Божией матери. В «Памятной книге Таврической губернии 1889 года», по результатам Х ревизии 1887 года, записана одна деревня — Саблы Средние, в которой числилось 153 двора и 891 житель.
После земской реформы 1890-х годов деревню передали в состав новой Тав-Бодракской волости. По «…Памятной книжке Таврической губернии на 1892 год» в селе Средние Саблы, составлявшем Саблынское сельское общество, числилось 1103 жителя в 133 домохозяйствах. На верстовой карте 1890 года в Нижних Саблах обозначено 165 дворов с русским населением. По «…Памятной книжке Таврической губернии на 1902 год» в селе Саблы, входившем в Саблынское сельское общество, числилось 1204 жителя в 144 домохозяйствах. На 1902 год в деревне работали врач и фельдшер. В конце XIX — начале XX века в сезон жители селения нанимались в сады на сортировку и упаковку плодов, считаясь лучшими в этом деле. По Статистическому справочнику Таврической губернии. Ч.II-я. Статистический очерк, выпуск шестой Симферопольский уезд, 1915 год, в селе Саблы Тав-Бодракской волости Симферопольского уезда числилось 216 дворов с русским населением в количестве 1591 человек приписных жителей" и 637 человек «посторонних». В общем владении было 744 десятини удобной земли и 34 десятины неудобий. 159 дворов были с землёй, остальные безземельные. В хозяйствах имелось 300 лошадей, 20 волов, 120 коров, 50 телят и жеребят и 20 голов мелкого скота. На 1917 год в селении действовали кредитное товарищество и фельдшерский пункт.
После установления в Крыму Советской власти, по постановлению Крымревкома от 8 января 1921 года была упразднена волостная система и село включили в состав вновь созданного Подгородне-Петровского района Симферопольского уезда, а в 1922 году уезды получили название округов. 11 октября 1923 года, согласно постановлению ВЦИК, в административное деление Крымской АССР были внесены изменения, в результате которых был ликвидирован Подгородне-Петровский район и образован Симферопольский и село включили в его состав. Согласно Списку населённых пунктов Крымской АССР по Всесоюзной переписи 17 декабря 1926 года, в селе Саблы Нижние, центре Саблынского сельсовета Симферопольского района, числилось 316 дворов, из них 289 крестьянских, население составляло 1184 человека, из них 987 украинцев, 160 русских, 11 чехов, 7 немцев, 3 грека, 1 белорус, 1 латыш, 14 записаны в графе «прочие», действовала русская школа. По данным всесоюзной переписи населения 1939 года в селе проживало 630 человек. В период оккупации Крыма, с 4 по 7 декабря 1943 года, в ходе операций «7-го отдела главнокомандования» 17 армии вермахта против партизанских формирований, была проведена операция по заготовке продуктов с массированным применением военной силы, в результате которой село Нижние Саблы было сожжено и все жители вывезены в Дулаг 241.
В 1944 году, после освобождения Крыма от фашистов, 12 августа 1944 года было принято постановление № ГОКО-6372с «О переселении колхозников в районы Крыма», по которому в сентябре 1944 года в район из Винницкой области переселялись семьи колхозников. Указом Президиума Верховного Совета РСФСР от 21 августа 1945 года село Саблы было переименовано в Партизанское и Саблынский сельсовет — в Партизанский. С 25 июня 1946 года Партизанское в составе Крымской области РСФСР. Позже (видимо, в 1948 году, после переименования Саблов Верхних в Верхние Партизаны) за селом закрепили название Нижние Партизаны. 26 апреля 1954 года Крымская область была передана из состава РСФСР в состав УССР.
Решением облисполкома от 10 августа 1954 года у Партизанскому сельсовету был присоединён Украинский, а решением Крымоблисполкома от 8 сентября 1958 года № 834, Верхние Партизаны и Нижние Партизаны были объединены в Партизанское. Указом Президиума Верховного Совета УССР «Об укрупнении сельских районов Крымской области», от 30 декабря 1962 года Симферопольский район был упразднён и село присоединили к Бахчисарайскому. 1 января 1965 года, указом Президиума ВС УССР «О внесении изменений в административное районирование УССР — по Крымской области», вновь включили в состав Симферопольского. Решением облисполкома от 6 августа 1965 года Партизанский сельсовет был упразднён и объединён с Перовским. По данным переписи 1989 года в селе проживало 1916 человек. С 12 февраля 1991 года село в восстановленной Крымской АССР, 26 февраля 1992 года переименованной в Автономную Республику Крым.

## Население
| 2001 | 2014  |
| ---- | ----- |
| 2018 | ↗2079 |

Всеукраинская перепись 2001 года показала следующее распределение по носителям языка
| Язык             | Процент |
| ---------------- | ------- |
| русский          | 71,36   |
| крымскотатарский | 24,23   |
| украинский       | 3,62    |

### Динамика численности
| - 1805 год — 79 чел. - 1864 год — 614 чел. - 1889 год — 891 чел. - 1892 год — 1103 чел. - 1902 год — 1204 чел. - 1915 год —1592/1637чел. | - 1926 год — 1184 чел. - 1939 год — 630 чел. - 1989 год — 1916 чел. - 2001 год — 2018 чел. - 2009 год — 1959 чел. - 2014 год — 2079 чел. |